# 年家岗站
年家岗站是一个水蚌铁路上的铁路车站，位于安徽省滁州市定远县炉桥镇，建于1944年，目前为四等站，邮政编码为233292。目前客运：不办理旅客乘降、行李、包裹托运；货运：办理整车货物发到；危险货物仅办理农药、化肥发到。安徽华塑股份有限公司专用线由年家岗站引出，通往滁州市定远县炉桥镇定远盐化工业园。